# Andinobates daleswansoni
Espèce
Synonymes
- Dendrobates daleswansoni Rueda-Almonacid, Rada, Sánchez-Pacheco, Velásquez-Álvarez & Quevedo-Gil, 2006
- Ranitomeya daleswansoni (Rueda-Almonacid, Rada, Sánchez-Pacheco, Velásquez-Álvarez & Quevedo-Gil, 2006)

Statut de conservation UICN

 EN  : En danger
Statut CITES
Andinobates daleswansoni est une espèce d'amphibiens de la famille des Dendrobatidae.

## Répartition
Cette espèce est endémique du département de Caldas en Colombie. Elle se rencontre à Samaná de 1 800 à 2 000 m d'altitude  dans la cordillère Centrale.

## Description
Les mâles mesurent de 17,83 à 18,46 mm et les femelles de 19,01 à 19,74 mm.

## Étymologie
Cette espèce est nommée en l'honneur du biologiste Dale Swanson (1927–2003).

## Publication originale
- Rueda-Almonacid, Rada, Sánchez-Pacheco, Velásquez-Álvarez & Quevedo-Gil, 2006 : Two new and exceptional poison dart frogs of the genus Dendobates (Anura : Dendrobates) from the northeast flank of the Cordillera Central of Colombia. Zootaxa, no 1259, p. 39-54 (texte intégral).